# Altstadt (Stolpen)
Altstadt ist ein 1950 eingemeindeter Stadtteil von Stolpen im Landkreis Sächsische Schweiz-Osterzgebirge.

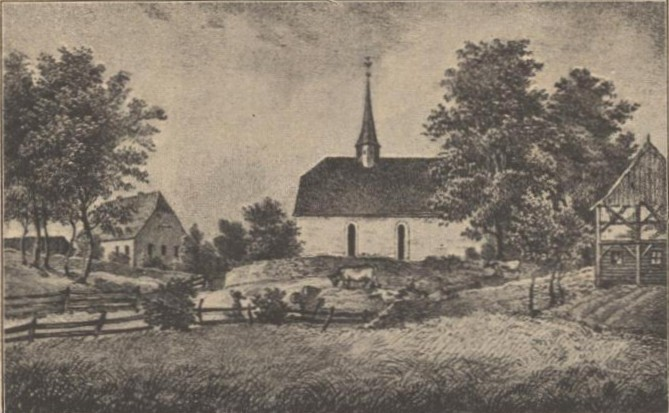
Altstadt, um 1830

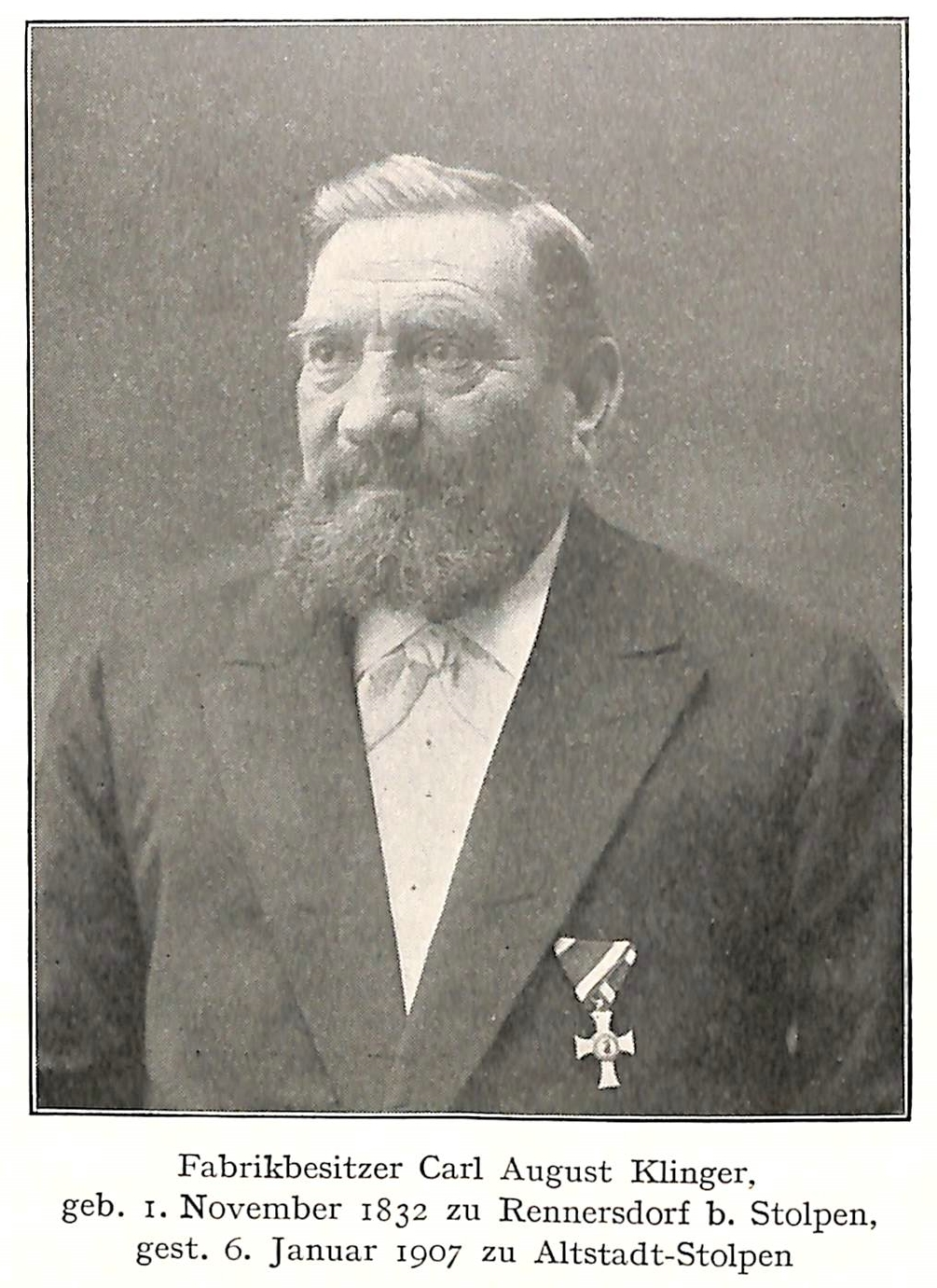
Der Landmaschinenfabrikant C.A. Klinger

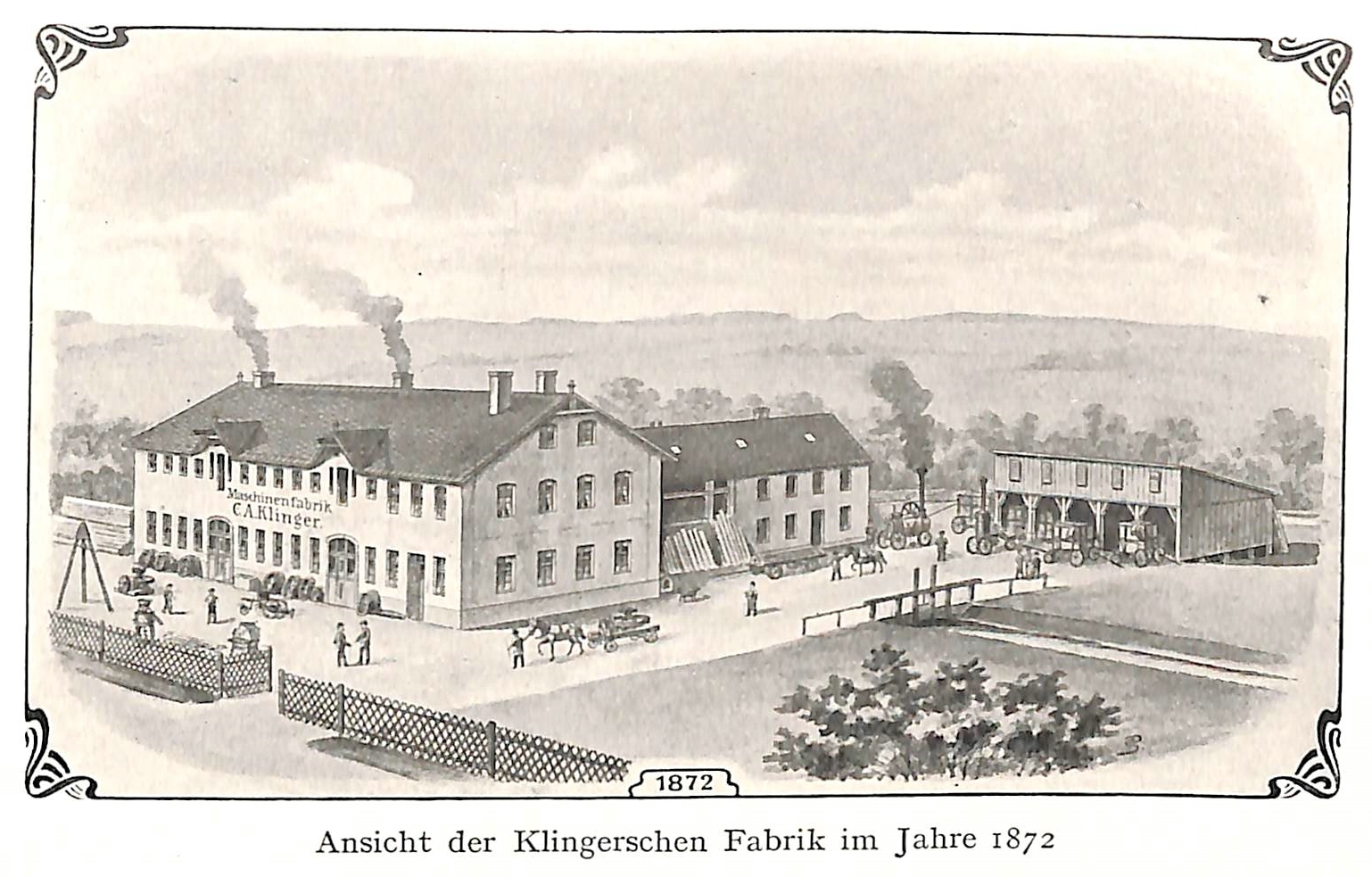
Ansicht der Landmaschinenfabrik (1872)

## Geschichte
Altstadt geht vermutlich auf die mittelalterliche Ortschaft Jochgrim (auch Jockrim oder Jockgrim) zurück, die 1276 das Stadtrecht besaß. Gemäß einer alten Überlieferung wurde Jock(g)rim 1429 mit umliegenden Ortschaften von den Hussiten eingeäschert, was jedoch von der jüngeren Forschung bezweifelt wird. Gleichwohl hat man zu ungefähr jener Zeit eine neue Stadt, das heutige Stolpen, näher bei der Burg Stolpen erbaut, wodurch das alte Jochgrim zur Altstadt geworden sein könnte. Die erstmalige Erwähnung der alten Stadt erfolgte mehrere Jahrzehnte vor 1400. Der Siedlungskern von Jochgrim wird von manchen Forschern im Bereich von Oberaltstadt verortet, wo sich angeblich Reste einer mittelalterlichen städtischen Siedlungsstruktur ausmachen lassen, während andere aufgrund des wehrhaften Charakters der alten Lorenzkirche eine eventuell vorhandene Stadtbefestigung abstreiten und daher auch die Gleichsetzung von Jockgrim mit Altstadt ablehnen.
Spätestens seitdem die neue Stadt Stolpen im Schutz ihrer Mauern und der Burg eine städtische Entwicklung nahm, war Altstadt ein unbedeutender Landort, dessen Bauern zusätzlich von Stolpen aus ausgekauft wurden. Sofern der Ort je einen geschlossenen städtischen Charakter gehabt haben sollte, so ging dieser, u. a. durch die Vorwerke, die aus zwei Gütern bestehende Zscheppa und die Anlage der Berghäusersiedlung im frühen 17. Jahrhundert, bald verloren. Der Ort hatte im Dreißigjährigen Krieg, im Siebenjährigen Krieg, in den napoleonischen Kriegen und anlässlich weiterer Kriege und Truppendurchzüge immer wieder sehr zu leiden. So wurde zwischen 1630 und 1670 nur ein einziges neues Haus in Altstadt erbaut. Von 1832 bis 1835 wurde die Staatsstraße (heutige Pirnaer Landstraße) durch den Ort erbaut und aus diesem Anlass auch die Wesenitz verlegt, die in Altstadt lange Zeit mehrere Mühlen antrieb.
In Altstadt lebte von etwa 1828 bis 1837 der für die Region bedeutende Orgelbauer Christian Gottfried Herbrig mit seiner Familie. 1850 verstarb er in Altstadt und wurde auf dem dortigen Friedhof beerdigt. In der St.-Lorenz-Kirche zu Altstadt befindet sich eine Orgel aus dem Jahre 1856 von Wilhelm Leberecht Herbrig, dem jüngsten Sohn der Familie. Das Werk wurde 2006 restauriert von Orgelbauer Johannes Lindner.
Im Jahr 1872 eröffnete die Landmaschinenfabrik von Carl August Klinger, die bald zum größten Arbeitgeber des vormals landwirtschaftlich und handwerklich geprägten Ortes wurde. Durch das reiche Arbeitsplatzangebot stieg die Einwohnerzahl in den Jahren 1850 bis 1910 von 424 auf 659 Personen an.
Verwaltungstechnisch zählte Altstadt zum Amt Stolpen, ab 1875 zur Amtshauptmannschaft Pirna. Am 1. Juli 1950 wurde Altstadt nach Stolpen eingemeindet und teilt seitdem dessen Geschichte, kam 1952 zum Kreis Sebnitz und durch die Kreisreformen der 1990er und 2000er Jahre zum heutigen Landkreis Sächsische Schweiz-Osterzgebirge.

## Kultur
Die nahezu im Originalzustand erhalten gebliebene und 2006 im denkmalpflegerischen Sinn restaurierte Herbrig-Orgel in der Lorenzkirche steht im Mittelpunkt der seit Mai 2007 von der Kulturwerkstatt Stolpen e. V. initiierten Konzertreihe Stolpen-Altstädter Orgelkonzerte. Altstadt ist außerdem der Ausgangspunkt der vom selben Kulturverein initiierten Herbrig-Orgelstraße.